# Asadkhuja Muydinkhujaev
Asadkhuja Muydinkhujaev (Farg'ona, 8 mei 2001) is een bokser uit Oezbekistan. Hij werd olympisch kampioen in de weltergewichtklasse op de Olympische Spelen van 2024. Ook won hij goud op het wereldkampioenschap boksen in 2023. 

## Erelijst

### Olympische Spelen
- 2024 in Parijs, Frankrijk (−71 kg)

### Wereldkampioenschappen
- 2023 in Tasjkent, Oezbekistan (–67 kg)

1904: Albert Young ·
1920: Bert Schneider ·
1924: Jean Delarge ·
1928: Ted Morgan ·
1932: Edward Flynn ·
1936: Sten Suvio ·
1948: Július Torma ·
1952: Zygmunt Chychła ·
1956: Nicolae Linca ·
1960: Nino Benvenuti ·
1964: Marian Kasprzyk ·
1968: Manfred Wolke ·
1972: Emilio Correa ·
1976: Jochen Bachfeld ·
1980: Andrés Aldama ·
1984: Mark Breland ·
1988: Robert Wangila ·
1992: Michael Carruth ·
1996: Oleg Saitov ·
2000: Oleg Saitov ·
2004: Bachtijar Artajev ·
2008: Bachit Sarsekbajev ·
2012: Serik Sapijev ·
2016: Danijar Jeleoessinov ·
2020: Roniel Iglesias ·
2024: Asadkhuja Muydinkhujaev